# هالة فؤاد
هالة فؤاد (26 أبريل 1958 - 10 مايو 1993)، ممثلة مصرية.

## عن حياتها
حاصلة على درجة البكالوريوس من كلية التجارة بعام 1979، وهي ابنة المخرج أحمد فؤاد الذي كان يسند إليها الظهور في الأعمال منذ كانت بعمر سنتين مثل أفلام «العاشقة» و«إجازة بالعافية» و«رجال في المصيدة»، إلا أن بدايتها الحقيقية كان في دور البطولة في فيلم «مين يجنن مين» إلى جانب الفنانين محمود ياسين وحسين فهمي. وقدمت من بعده العديد من الأدوار المميزة لما تتمتع به من وجه بريء، كان فيلم اللعب مع الشياطين في عام 1991 آخر أعمالها قبل ارتدائها للحجاب واعتزالها بسبب مرضها.

### الحياة الأسرية
في عام 1983 تزوجت من الممثل أحمد زكي في زفاف إسطوري بعد قصة حب وأنجبا ابنهما الوحيد وهو الممثل هيثم أحمد زكي، لكن زواجهما لم يستمر طويلًا حيث انفصلا بسبب انشغالها بالتمثيل. زوجها الثاني هو الخبير السياحي «عز الدين بركات» وأنجبت منه ابنها الثاني رامي.

## مرضها ووفاتها
في أواخر عام 1990 نجت بأعجوبة من مضاعفات ولادة متعسرة لابنها الثاني رامي، حيث أصيبت بجلطات متلاحقة في رجلها وكانت على وشك الموت، وقررت بعدها أن ترتدي الحجاب وتعتزل التمثيل وتتفرغ لحياتها الزوجية.
بعد الاعتزال بفترة قصيرة تم تشخيصها بسرطان الثدي وبدأت رحلة علاج طويلة في فرنسا والقاهرة، وتم علاجها من السرطان لفترة مؤقتة ثم عاودها المرض مرة أخرى وبشراسة فواجهت المرض بشجاعة وإيمان غير مسبوق وأمضت أيامها الأخيرة في الدعوة إلى الله حتى بين الممرضات والمرضى أثناء مكوثها في المستشفى.
فُجعت كذلك في أيامها الأخيرة بوفاة والدها المخرج أحمد فؤاد لتدخل بعدها في غيبوبة متقطعة، ونشرت الصحف المصرية خبر وفاتها مرتين إلا أنه كان يتم تكذيب هذه الأخبار مع الإعلان بأن حالتها حرجة جداً، وتوفيت في 10 مايو 1993.

## أعمالها

### من أعمال السينما
| سنة الإنتاج | الفيلم             | الشخصية |
| ----------- | ------------------ | ------- |
| 1960        | العاشقة            |         |
| 1966        | إجازة بالعافية     |         |
| 1971        | رجال في المصيدة    |         |
| 1973        | الإنسان والآلة     |         |
| 1978        | البنت اللي قالت لا |         |
| 1979        | عاصفة من الدموع    | هدية    |
| 1981        | مين يجنن مين       | نورا    |
| 1983        | سجن بلا قضبان      | ليلى    |
| 1986        | الأوباش            | صفاء    |
| 1986        | الحدق يفهم         | ورد     |
| 1987        | المليونيرة الحافية | دليلة   |
| 1987        | حارة الجوهري       | فتحية   |
| 1987        | السادة الرجال      | سميرة   |
| 1987        | عشماوي             | منى     |
| 1987        | حارة الطيبين       | سامية   |
| 1988        | شقاوة في ال 70     |         |
| 1991        | اللعب مع الشياطين  | إيمان   |

### من أعمال التلفزيون
| سنة الإنتاج | اسم المسلسل                     | الشخصية    |
| ----------- | ------------------------------- | ---------- |
| 1981        | الرجل الذي فقد ذاكرته مرتين     | مها        |
|             | الحرمان                         | فريدة      |
| 1984        | الحياة مرة أخرى                 |            |
| 1985        | الإنسان والمجهول                | سعاد       |
| 1987        | رحلة في نفوس البشر              |            |
| 1988        | فوازير المناسبات - فوازير رمضان | عدة شخصيات |
| 1988        | ثمن الخوف                       | نبيلة      |
| 1989        | رجال في المصيدة                 |            |

### من أعمال المسرح
| سنة الإنتاج | المسرحية      | الشخصية |
| ----------- | ------------- | ------- |
|             | عائلتي        | عايدة   |
| 1987        | أولاد الشوارع |         |

## روابط خارجية
- هالة فؤاد على موقع أرشيف الشارخ.

- هالة فؤاد على موقع IMDb (الإنجليزية)
- هالة فؤاد على موقع الدهليز
- هالة فؤاد على موقع قاعدة بيانات الأفلام العربية